# Pterostylis conoglossa
Pterostylis conoglossa är en orkidéart som beskrevs av Upton. Pterostylis conoglossa ingår i släktet Pterostylis och familjen orkidéer. Inga underarter finns listade i Catalogue of Life.